# 女川テレビ中継局
女川テレビ中継局（おながわテレビちゅうけいきょく）は、宮城県牡鹿郡女川町に置かれているテレビ中継局である。

## 中継局概要

### デジタルテレビ放送
| リモコン 番号 | 放送局名           | チャンネル 番号 | 空中線 電力 | ERP  | 偏波面   | 放送対象地域 | 放送区域 内世帯数 | 運用開始日      |
| ------------- | ------------------ | --------------- | ----------- | ---- | -------- | ------------ | ----------------- | --------------- |
| 1             | TBC 東北放送       | 31              | 300mW       | 1.2W | 水平偏波 | 宮城県       | 約2,000世帯       | 2009年 12月25日 |
| 2             | NHK 仙台教育       | 26              | 300mW       | 1.2W | 水平偏波 | 全国         | 約2,000世帯       | 2009年 12月25日 |
| 3             | NHK 仙台総合       | 29              | 300mW       | 1.2W | 水平偏波 | 宮城県       | 約2,000世帯       | 2009年 12月25日 |
| 4             | MMT 宮城テレビ放送 | 35              | 300mW       | 1.2W | 水平偏波 | 宮城県       | 約2,000世帯       | 2009年 12月25日 |
| 5             | KHB 東日本放送     | 50              | 300mW       | 1.2W | 水平偏波 | 宮城県       | 約2,000世帯       | 2009年 12月25日 |
| 8             | OX 仙台放送        | 33              | 300mW       | 1.2W | 水平偏波 | 宮城県       | 約2,000世帯       | 2009年 12月25日 |

- 所在地： 牡鹿郡女川町桐ヶ崎（高森山）[2]
- 放送区域： 女川町の一部[2]
- 2009年10月20日に予備免許が交付され[3][4]、11月中旬に試験電波を発射。12月24日に本免許が交付され[1]、12月25日に本放送を開始した[1]。

### アナログテレビ放送
| チャンネル 番号 | 放送局名           | 空中線 電力       | ERP                 | 偏波面   | 放送対象地域 | 放送区域 内世帯数 | 運用開始日      |
| --------------- | ------------------ | ----------------- | ------------------- | -------- | ------------ | ----------------- | --------------- |
| 49              | NHK 仙台教育       | 映像3W/ 音声750mW | 映像13W/ 音声3.3W   | 水平偏波 | 全国         | 2,253世帯         | 1970年 7月24日  |
| 51              | NHK 仙台総合       | 映像3W/ 音声750mW | 映像13W/ 音声3.3W   | 水平偏波 | 宮城県       | 2,253世帯         | 1970年 7月24日  |
| 53              | TBC 東北放送       | 映像3W/ 音声750mW | 映像13.5W/ 音声3.4W | 水平偏波 | 宮城県       | 2,253世帯         | 1970年 7月22日  |
| 55              | OX 仙台放送        | 映像3W/ 音声750mW | 映像13.5W/ 音声3.4W | 水平偏波 | 宮城県       | 2,253世帯         | 1970年 7月22日  |
| 57              | MMT 宮城テレビ放送 | 映像3W/ 音声750mW | 映像13.5W/ 音声3.4W | 水平偏波 | 宮城県       | 2,253世帯         | 1972年 12月22日 |
| 59              | KHB 東日本放送     | 映像3W/ 音声750mW | 映像13.5W/ 音声3.4W | 水平偏波 | 宮城県       | 2,253世帯         | 1976年 11月1日  |

- 所在地： デジタルテレビ放送に同じ
- 2011年7月24日をもってすべて廃止される予定だったが、3月11日に発生した東日本大震災の影響により、2012年3月31日まで延期された。